# Bitwa na górze Skopus
Bitwa na górze Skopus – starcie zbrojne, które miało miejsce w roku 58 n.e.
W roku 54 n.e. nowym dowódcą garnizonu rzymskiego w Jerozolimie pod nieobecność prefekta Kapitona został prefekt oddziału posiłkowego jazdy Klaudiusz Lizjasz. W roku 58 n.e. wykorzystując nieobecność Kapitona, nieznany żydowski prorok z Egiptu na czele kilku tysięcy żydowskich zwolenników przybył w rejon Jerozolimy. Ich celem było przepędzenie rzymskiej załogi i przejęcie miasta. O zamiarach Żydów powiadomiony został jednak nowy prokurator Judei Antoniusz Feliks, który oczekiwał ich na czele znacznej liczby żołnierzy piechoty i jazdy wezwanych z Cezarei. Rzymianie zastąpili drogę Żydom na górze Skopus tuż za miastem. W wyniku krótkiej bitwy opór zwolenników Egipcjanina został złamany. Zginęło 400 Żydów, a 200 wzięto do niewoli, po czym sprzedano na targu niewolników. Większość tłumu zbiegła na pustynię, wśród nich prorok Egipcjanin. 
Parę dni po tych rozruchach, gdy diaspora żydowska zauważyła Pawła z Tarsu w Jerozolimy, oskarżyła go o nauczanie za granicą wbrew Prawu i wprowadzenia nie-Żyda na obszar Świątyni. Oskarżenie nie miało żadnych podstaw, ale wystarczyło, by wzniecić tumult który doprowadził do interwencji wojska rzymskiego pilnującego Świątynię. Paweł został schwytany a dokonujący aresztowania Klaudiusz Lizjasz błędnie wziął go za Egipcjanina. Następnie został wypuszczony, gdy dowiedziano się, że jest obywatelem rzymskim.

## Literatura
- Stephen Dando-Collins: Żołnierze Marka Antoniusza: III legion galijski, 3yd. Bellona, Warszawa 2008.
- Geza Vermes, Kto był kim w czasach Jezusa, Warszawa 2006, str. 69 i 189